# Ginástica artística nos Jogos Olímpicos de Verão da Juventude de 2010 - Barras paralelas
A final das barras paralelas da ginástica artística nos Jogos Olímpicos de Verão da Juventude de 2010 foi disputada no dia 22 de agosto no Bishan Sports Hall, em Singapura.

## Medalhistas
| Ouro   | UKR Oleg Stepko     |
| Prata  | ROU Andrei Muntean  |
| Bronze | ITA Ludovico Edalli |

## Resultados

### Qualificatória
A etapa qualificatória para este e para os demais aparelhos, bem como para o individual geral, foi disputada no dia 16 de agosto. 41 ginastas competiram e os oito melhores se classificaram para a final.

### Final
| Pos.              | Ginasta                 | Dificuldade | Execução | Penalidades | Total  |
| ----------------- | ----------------------- | ----------- | -------- | ----------- | ------ |
| Medalha de ouro   | UKR Oleg Stepko         | 5.400       | 9.000    | —           | 14.400 |
| Medalha de prata  | ROU Andrei Muntean      | 5.600       | 8.550    | —           | 14.150 |
| Medalha de bronze | ITA Ludovico Edalli     | 4.900       | 9.200    | —           | 14.100 |
| 4                 | GBR Sam Oldham          | 5.200       | 8.800    | —           | 14.000 |
| 5                 | BEL Thomas Neuteleers   | 5.200       | 8.575    | —           | 13.775 |
| 6                 | JPN Yuya Kamato         | 4.900       | 8.850    | —           | 13.750 |
| 7                 | CUB Ernesto Vila Sarria | 5.200       | 7.775    | —           | 12.975 |
| 8                 | RUS Daniil Kazachkov    | 4.700       | 8.200    | —           | 12.900 |